# Johan Nordendahl
Johan Wilhelm Nordendahl, född den 24 oktober 1837 i Hudiksvall, död den 22 december 1905 i Stockholm, var en svensk veterinär.
Nordendahl blev student vid Uppsala universitet 1858 och elev vid Veterinärinrättningen i Stockholm 1860. Han avlade veterinärexamen 1863. Nordendahl var veterinär i Hudiksvall 1864, i Mariefred 1865–1876, regementsveterinär vid Jämtlands hästjägarkår 1876–1878, veterinär i Storvik 1878, regementsveterinär vid Livgardet till häst från 1879 och assistent vid Arméförvaltningens intendentsdepartements sjukvårdsbyrå från 1893. Han blev riddare av Vasaorden 1893. Nordendahl vilar på Uppsala gamla kyrkogård.